# Chlorotalpa
Chlorotalpa is een geslacht uit de familie van de goudmollen (Chrysochloridae). De wetenschappelijke naam van het geslacht werd in 1924 gepubliceerd door Austin Roberts.

## Soorten
Er worden 2 soorten in dit geslacht geplaatst:
- Chlorotalpa duthieae (Broom, 1907)
- Chlorotalpa sclateri (Broom, 1907)